# جامعة ترينت
جامعة ترينت هي جامعة عامة في كندا، تأسست عام 1964. تقع في مدن بيتيربوروغ، أوشاوا.

## وصلات خارجية
- الموقع الرسمي